# Boix (Ivars de Noguera)
Boix és un despoblat del terme municipal d'Ivars de Noguera (Noguera). Està situat a l'extrem septentrional del terme, a l'esquerra de la Noguera Ribagorçana.
Fou municipi independent fins a mitjans del segle xix quan s'integrà a Tragó de Noguera. El 1964, amb la desaparició de Tragó, el terme de Boix, que ocupava la part meridional del municipi, va ser annexionada a Ivars.
El pantà de Santa Anna ha anegat part de les terres de l'antic terme. L'església parroquial de Sant Julià és romànica i té un absis semicircular. El lloc havia depès de la jurisdicció del Monestir de Poblet.